# Arnstein (Sajonia-Anhalt)
Arnstein es un municipio situado en el distrito de Mansfeld-Südharz, en el estado federado de Sajonia-Anhalt (Alemania). Su población a finales de 2015 era de unos 6800 habitantes y su densidad poblacional, 56 hab/km².